# سیدنی (بازیکن فوتبال)
سیدنی راشل دا سیلوا ژونیور (پرتغالی: Sidnei Rechel da Silva Júnior؛ زادهٔ ۲۳ اوت ۱۹۸۹) که به صورت ساده با نام سیدنی شناخته می‌شود، بازیکن فوتبال اهل برزیل است.
از باشگاه‌هایی که در آن بازی کرده‌است می‌توان به اینترناسیونال، بنفیکا، بشیکتاش، اسپانیول، دپورتیوو لاکرونیا و رئال بتیس اشاره کرد.